# Distrito de Pomalca
El distrito de Pomalca es uno de los veinte que conforman la provincia de Chiclayo, ubicada en el departamento de Lambayeque en el norte del Perú. Limita por el Norte con el Distrito de Picsi; por el Este con el distrito de Tumán; por el Sur con los distritos de Tumán, Reque y Monsefú; y por el Oeste con los distritos de Chiclayo y José Leonardo Ortiz.
Desde el punto de vista jerárquico de la Iglesia católica, forma parte de la diócesis de Chiclayo.

## Historia cultural

### Origen y fundación
Pomalca es uno de los distritos lambayecanos con una gran mixtura de tradiciones y costumbres de distintos grupos humanos, entre regionales y extranjeros, que durante más de cuatro siglos de existencia trajeron a esta tierra su propia cultura a entrelazarse con la nuestra, formada por descendientes de Ventarrón y Collús.

### Etapa de encomienda
Pomalca al inicio fue una encomienda que la Corona Española crearía a mediados del siglo XVI con el objetivo de controlar sus nuevas posesiones en esta parte del continente, y empieza a encomendar estas tierras y sus habitantes a los que participaron de esta conquista. A Francisco Luis de Alcántara se le encomienda las tierras que ocupan los callancanos, del señorío de Chuspo o Callanca de habla Mochica, para hacerlas producir riqueza para él y a la Corona española.

### Etapa de estancia
Los encomenderos ante el temor de competencia en la Corona española que envía a los corregidores para limitarles el poder, reaccionaron posesionándose de tierras “desocupadas” a las que llaman estancias para dedicarse a la crianza de ganado vacuno, caprino, ovino, equino y porcino, así como a la producción de cueros y jabones.
Es por entonces que se le empieza a conocer con el nombre de la estancia de San Pedro de Alcántara de Pomalca en el siglo XVI.

### Etapa de hacienda
Por el año 1642, el Capitán Martín Núñez de Alzo es propietario de la estancia de Pomalca, adquiere más tierras alcanzando una extensión de 1050 hectáreas, y es él, quien en el año 1670 introduce el cultivo de la caña de azúcar destinada a la elaboración de aguardiente, miel y chancaca.
Entre los años 1692 – 1699 los nuevos propietarios de la estancia de Pomalca fueron Martín, Thomás y Joseph Núñez quienes ampliaron los cultivos de caña de azúcar a mayor escala, con un total 18 fanegadas (54 hectáreas) convierten de esta manera a Pomalca en hacienda azucarera, se aumentó de 50 fanegadas a más de 200 con la anexión de las estancias de Samán y Filitum y La Calera, sin contar con las150 alquiladas a Callanca y Monsefú. 
Entre los años 1699 – 1720 los nuevos propietarios son la Familia Seña Y Chirinos. El gobernador don Juan Bonifacio Seña y Chirinos adquieren la hacienda en el año 1699 con un total de 213 fanegadas, cuando todavía existía rentabilidad en la hacienda. Sin embargo, la inestabilidad del mercado del azúcar, obligó a su dueño a dedicar sus pastizales al pastoreo, combinando la ganadería con la producción de azúcar.
Entre los años 1741 – 1784 diversas administraciones son adquiridas en remates públicos. En 1741 la hacienda es comprada por el general Domingo Navarrete y al año siguiente se asocia con el general Baltasar de Ayesta para reflotarla, pero a los 13 años se declaran en quiebra, en esta situación se le confía la administración a la Iglesia, a la orden de los jesuitas desde 1754, pero la pésima administración los obliga a retirarse y en 1758 es adquirida por doña Francisca Leal Rayo, quien al incumplir el pago originó que sea rematada, siendo adquirida en 1768 por don Francisco Malerva quien anexa Samán, y a su muerte en 1775 Pomalca, Collus y Samán son embargadas y no se venden hasta 1784 en la que son adquiridas en remate público por la familia Martínez de Pinillos. Entre los años 1784 – 1869 los nuevos Propietarios: Familia Martínez De Pinillos. En 1784, los hermanos Juan Alexo y don Juan José Martínez de Pinillos compraron en remate público la hacienda a Francisco Malerva Esta familia continuó dedicándola al cultivo de la caña de azúcar y transformación artesanal del azúcar; además sembraron tabaco. Entre los años 1869 – 1902 los nuevos dueños fueron la Familia Gutiérrez La Torre. En el año 1869 Pomalca con una extensión de 1912 hectáreas es adquirida por la familia Gutiérrez La Torre En esta época aún se mantenían procesos muy rudimentarios en la elaboración del azúcar y destilación de alcoholes.
Entre los años 1902 – 1920 los dueños fueron la familia Gutiérrez Pestana.
En esta nueva etapa de administración se continúa modernizando la fábrica, este esfuerzo obligó a endeudarse a los hacendados especialmente con la familia comerciante De La Piedra quienes eran abastecedores de herramientas y principales accionistas del nuevo ferrocarril de Pimentel; se produce la caída del precio del azúcar y al fallecer el último de los hermanos, don Carlos, el más audaz, los hacendados Gutiérrez se ven obligados a ceder a las presiones de los señores comerciantes De la Piedra del Castillo y en mayo del año 1920 los hacendados Gutiérrez venden la hacienda Pomalca. En este periodo, la hacienda nos registra un suceso trágico relacionado las demandas laborales de sus obreros en contra de los hacendados Gutiérrez. 
Entre los años 1920 -1969 los Propietarios: Viuda De Piedra E Hijos
El 1 de marzo de 1920 la firma comercial de la familia de la Piedra Castillo compró a los señores Gutiérrez Pestana el íntegro de las acciones y derechos de la Sociedad Agrícola Pomalca constituida por 8000 acciones de 250 soles cada una, haciendo un total de dos millones de soles, la extensión de la hacienda era de 7500 hectáreas, los nuevos propietarios eran los hermanos Ricardo, Enrique y Augusto De La Piedra Castillo. 

### Etapa de cooperativa
El 3 de octubre de 1970, día de la adjudicación de las tierras a la Cooperativa Pomalca se firma el Contrato de Compra –Venta N.º 6082/70 celebrado de una parte por la Dirección General de Reforma Agraria y Asentamiento Rural y de la otra parte la Cooperativa Agraria de Producción Pomalca. En él se señala en la parte novena que la Cooperativa se obliga a pagar la diferencia de activos y pasivos la suma de S/. 612 725 796.98 monto que será pagado en 20 años devengando un interés del 5% anual al rebatir y será desdoblado en 20 anualidades iguales.
En la parte novena también señala que el pago del valor de la adjudicación se iniciará a partir del 3 de octubre de 1971, también se contempla cancelarla antes del tiempo señalado, por lo que se descontará los intereses. En la parte decimotercera del contrato se señala que el incumplimiento de pago de dos anualidades consecutivas será motivo de rescisión del presente contrato.
La Cooperativa Pomalca cumplió con pagar solo las dos primeras cuotas del presente contrato que equivale a decir: solo le costó el 10% del precio pactado equivalente a S/. 61 272 579.70 . Pese a ello los cooperativistas no pudieron conducir con éxito el encargo del Gobierno Revolucionario por lo que el estado condona la deuda mediante Ley 22748 y mediante Resolución 388-81-DGR-AR del 31 de marzo de 1981 otorga el Título Gratuito de los terrenos adjudicados en la época cooperativa.

### Empresa Agroindustrial Pomalca S.A.A.
Luego de 26 años de proceso cooperativo y del fracaso del sistema, el Gobierno de Alberto Fujimori el año 1996 decreta la Ley del Saneamiento Económico Financiero y mediante referéndum, los trabajadores deciden cambiar de modelo empresarial pasando a convertirse en Sociedad Anónima de accionariado difundido.

### Distritalización
Ley de creación N.º 26921 del 31 de enero de 1998 
La creación del distrito se da en un momento muy oportuno, los servicios básicos como: el agua, limpieza pública y energía eléctrica estaban colapsando y siendo abandonados debido a la grave crisis. Es así que el gobierno entrega el destino de Pomalca a sus ciudadanos.
Es un distrito relativamente joven; fue creado por Ley N.º 26921 publicada en el diario El Peruano el 31 de enero de 1998, en el gobierno del Presidente Alberto Fujimori.

## Geografía
Su población está estimada en aproximadamente 26 mil habitantes. Tiene por límites naturales al río Reque por el Sur y al río Chéscope por el Norte. Destaca en su variada geografía el cerro Boró-Ventarrón y el cerro Tutumo, además existen aún pequeños bosques de algarrobo así como zonas de humedales.

## Demografía

### Demografía

#### Urbanos
- Pomalca (19 954 hab.)[17]
- San Antonio (1 910 hab.)
- El Chorro (752 hab.)
- Collud (525 hab.)
- Invernillo (1200 hab. aprox.)

#### Rurales
- San Pablo (430 hab.)
- Casa de Madera (297 hab.)
- Ventarrón (217 hab.)
- Las Palmeras (216 hab.)
- El Combo (174 hab.)
- Buenos Aires (173 hab.)
- Boro (149 hab.)

#### Caseríos
- Pampa de Aviación (79 hab.)
- Rama Custodio (62 hab.)

## Deporte
Los deportes más practicados en el distrito son el voleibol y sobre todo el fútbol, en este último se destaca el Club Deportivo Pomalca que es el más ganador de la liga departamental de Lambayeque. El equipo pomalqueño disputa el denominado 'clásico azucarero' ante el Club José Pardo del distrito de Tumán.
El distrito cuenta con el estadio La Bombobera, en donde se juegan los partidos de la liga distrital de Pomalca.
El goleador de Universitario de Deportes y actual futbolista de la selección peruana, Álex Valera es originario del distrito azucarero.

## Autoridades

### Municipales
- 2023-2026
  - Alcalde: Manfri Bernal Yovera[20]
- 2019-2022[21]
  - Alcalde:  Julio Néstor Lazo Pomares, del Partido Partido Aprista Peruano (PAP).[22]
  - Regidores: Amancio Salazar Davila (PAP), Alexandra de Nazareth Llanos Vásquez (PAP), Dioni Edith Medina Guevara (PAP), María Magdalena Céspedes Mora (PAP), José Giancarlos Juárez Suyon (PAP), Dante Aguinaldo Alarcon Delgado  (Perú Libertario), Lisset Estelita Yrigoin Vásquez  (Alianza Para el Progreso).
- 2015-2018[21]
  - Alcalde:  Miguel Ángel Segura Clavo, del Partido Alianza para el Progreso (APP).[23][24] 1
  - Regidores: Paola Taryn Paredes Zamora (APP), Johan Ray Albujar Dávila (APP), Marilú Ruiz Estela (APP), Henry Alexander Cobeñas Ramírez (APP), Miguel Ángel Sipion Yturria (APP), Rita Carmen Ortega Hidrogo  (Restauración Nacional), Romano Galerio Chavesta Soplapuco  (Partido Aprista Peruano).
- 2011 - 2014
  - Alcalde: Ever Altamirano Romero, del Movimiento Amistad Solidaria Independiente (ASI).[25]
  - Regidores: Aurelio Barboza Bancayan (ASI), 	Willi Sánchez Coronado (ASI), 	Vila Abelinda Medina Delgado (ASI), Hebert Sergio Cervera Vera (Manos Limpias ML), Salomón Campos Burgos (ML).
- 2007 - 2010
  - Alcalde: Luis Ramos Gonzáles , del Partido Partido Aprista Peruano (PAP).

Hasta la fecha han sido elegidos en elecciones democráticas los siguientes alcaldes:
1.er Alcalde: Luis Orbegozo Navarro, julio de 1999 – diciembre de 2002
2.° Alcalde: Roosvelt Pintado Requejo, enero de 2003 – diciembre de 2006
3.er Alcalde: Luis Ramos Gonzáles, enero de 2007 - diciembre de 2010
4.° Alcalde: Luis Orbegozo Navarro, enero de 2011 – septiembre de 2013 (vacado).
5° Ebert Altamirano Romero, septiembre de 2013 encargado – 2014
6° Miguel Ángel Segura Clavo, enero de 2015 – 2018
7° Julio Néstor Lazo Pomares, enero de 2019 - 2022
8° Manfri Bernal Yovera, enero de 2023 - Actualidad

### Policiales
- Comisaría 
  - Comisarioː Mayor Wilder Serrano Mendoza.[29]

### Religiosas
- Diócesis de Chiclayo[30]
  - Obispo de Chiclayo: Mons. Robert Francis Prevost, OSA[31]
- Parroquia María del Perpetuo Socorro[32]
  - Párrocoː Pbro. Fidel Purisaca Vigil

## Festividades
- Nuestra Señora del Perpetuo Socorro (27 de junio)
- Señor de los Milagros (28 y 29 de octubre)
- Santa Rosa de Lima (30 de agosto)[33][34]
- San Francisco de Asís (4 de octubre)

## Patrimonio

### Arqueológico

#### Sitio arqueológico de Ventarrón

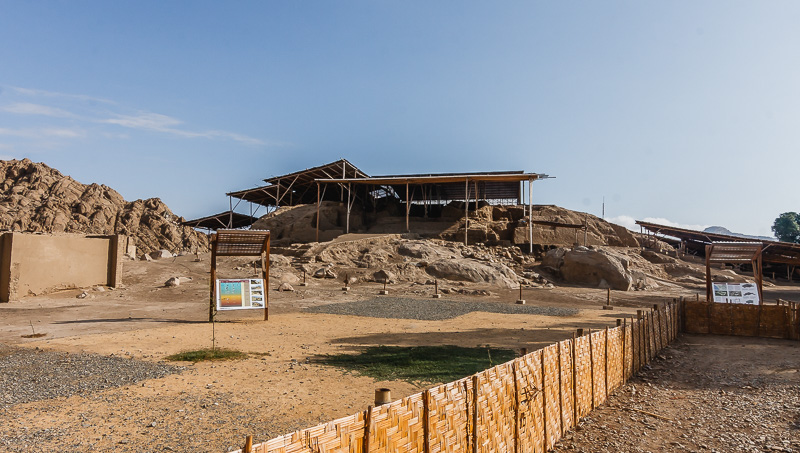
Sitio arqueológico de Ventarrón.

El sitio arqueológico Ventarrón es considerado la Cuna de la Civilización del norte peruano; destacan:
- El fogón: Lugar donde sus primeros pobladores rendían culto al fuego
- El mural del venado, Altorrelieve de los peces, Altorrelieve del Hurón y La Chacana.[35]
- El bello paisaje de esta zona arqueológica le otorga un especial valor a Ventarrón

#### Sitio arqueológico de Collud
La palabra Kollús tiene su origen en el idioma quechua de la región inca del Collasuyo donde tuvo su origen la cultura Tiahaunaco, etimológicamente deriva de la palabra kollu que para este pueblo significaba 'montón, amontonamiento' o 'cerro'. Este centro arqueológico debió ser bautizado con este nombre por los incas en su conquista a esta zona por el año 1470 al mando del Túpac Yupanqui y así se le conoció hasta la época de la hacienda variando después a Collud. Collud-Zarpán es considera como centro ceremonial del valle, ocupado desde el período  Formativo Temprano al Tardío, es decir entre 1,500 a 500 A.C., y también fue ocupado en época de la cultura Mochica  (770 D.C.) y la cultura Lambayeque (1,000  - 1400 D.C.)